# Botswana Premier League
Die Botswana Premier League ist die höchste Spielklasse des nationalen Fußballverbands von Botswana. Rekordsieger ist der Township Rollers FC mit 16 Titeln.

## Meister der Botswana Premier League
| - 1966: - - 1967: Gaborone United - 1968: - - 1969: Gaborone United - 1970: Gaborone United - 1971: - - 1972: - - 1973: - - 1974: - - 1975: - - 1976: - - 1977: - - 1978: Notwane FC (Gaborone) - 1979: Township Rollers FC (Gaborone) - 1980: Township Rollers FC - 1981: Botswana Defence Force XI (Gaborone) - 1982: Township Rollers FC - 1983: Township Rollers FC - 1984: Township Rollers FC - 1985: Township Rollers FC - 1986: Gaborone United |  | - 1987: Township Rollers FC - 1988: Botswana Defence Force XI - 1989: Botswana Defence Force XI - 1990: Gaborone United - 1991: Botswana Defence Force XI - 1992: Extension Gunners FC (Lobatse) - 1993: Extension Gunners FC - 1994: Extension Gunners FC - 1995: Township Rollers FC - 1996: Notwane FC - 1997: Botswana Defence Force XI - 1998: Notwane FC - 1999: Mogoditshane Fighters (Mogoditshane) - 2000: Mogoditshane Fighters - 2001: Mogoditshane Fighters - 2002: Botswana Defence Force XI - 2003: Mogoditshane Fighters - 2004: Botswana Defence Force XI - 2005: Township Rollers FC - 2006: Botswana Police XI (Otse) - 2007: ECCO City Greens SC (Francistown) |  | - 2008: Mochudi Centre Chiefs - 2009: Gaborone United - 2010: Township Rollers FC - 2011: Township Rollers FC - 2012: Mochudi Centre Chiefs - 2013: Mochudi Centre Chiefs - 2014: Township Rollers FC - 2015: Mochudi Centre Chiefs - 2016: Township Rollers FC - 2017: Township Rollers FC - 2017/18: Township Rollers FC - 2018/19: Township Rollers FC - 2019/20: Jwaneng Galaxy FC - 2021: Keine Austragung wegen der COVID-19-Pandemie - 2021/22: Gaborone United - 2022/23: Jwaneng Galaxy FC - 2023/24: Jwaneng Galaxy FC - 2024/25: Gaborone United |

## Rekordsieger
- 16 Titel: Township Rollers FC
- 7 Titel: Botswana Defence Force XI
- 6 Titel: Gaborone United